# Jazzpunk
Jazzpunk ist ein humoristisches Adventure-Computerspiel von Necrophone Games aus dem Jahr 2014. Es erschien über Adult Swim Games für Windows, Mac OS und Linux, in der Form des Director’s Cut 2016 dann auch für die PlayStation 4.

## Handlung und Spielprinzip
Jazzpunk spielt in einem Parallelweltszenario des Jahres 1959, in dem Japan die USA erobert hat. Der Spieler steuert einen Agenten namens Polyblank eines im Untergrund operierenden Geheimdienstes. Der Leiter des Agentenrings schickt Polyblank in immer neue, skurrile Nonsens-Missionen, die vielfach Anspielungen auf bekannte Filme und Computerspiele enthalten.
Der Spieler steuert Polybank innerhalb der Mission aus einer First-Person-Perspektive direkt durch eine cartoonhaft gestaltete dreidimensionale Spielwelt. Jede Mission dreht sich um die Erfüllung eines zentralen Auftrags. Um diesen abschließen zu können, muss der Spieler kleinere Rätsel und Denkaufgaben lösen. Dafür muss er die Spielwelt erkunden und mit Charakteren der Spielwelt interagieren. In den Missionen enthalten sind kleine Mini-Spielchen, z. B. Minigolf, Varianten der Spielprinzipien von Frogger oder Duck Hunt. Darunter ist auch ein an Quake orientiertes Mini-Spiel namens Wedding Quake bzw. später Wedding Cake, in dem der Spieler mit Hochzeitsutensilien (z. B. Hochzeitstorte, Rosen, Champagnerkorken) auf andere Spielfiguren schießt.

## Entwicklung
Die Entwickler Luis Hernandez und Jess Brouse wurden unter anderem durch die Veröffentlichung und den Erfolg des Spieles Portal bestärkt, einen humoristischen Titel zu entwickeln. Zunächst sollte der generelle Ton ernsthafter sein und durch Comic Relief aufgelockert werden. Doch den Entwicklern gefiel der komische Aspekt derart, dass sie die Tonalität grundsätzlich auf Humor abänderten. Ursprünglich basierte die Technik auf einer eigenen Game Engine, im Verlauf wechselte das Team dann jedoch zunächst auf Torque 3D und letztendlich auf die Unity-Engine.
Die Einflüsse für ihr Spielwelt- und Storydesign zogen Hernandez und Brouse aus Musik, Büchern und Filmen, meist aus den Gattungen Spionagethriller, Cyberpunk und Film Noir. Anspielungen finden sich unter anderem an die Filme Blade Runner, Alien und Tanz der Teufel 2. Der cartoonhafte Grafikstil ist unter anderem beeinflusst von den Künstlern Saul Bass, Josef Albers, and Gerd Arntz. Die Sprachausgabe wurde überwiegend von Luis Hernandez selbst vertont, ergänzende Beiträge stammen unter anderem von Zoë Quinn und Jim Sterling.
2016 brachte Necrophone das Spiel als erweiterten Directors Cut auf die PlayStation 4. Die erweiterte Fassung beinhaltete unter anderem einen deutlich erweiterten Japan-Level und weitere Ergänzungen der restlichen Level. Daneben wurde das ursprünglich als Mini-Spiel integrierte Wedding Quake zu einem Mehrspieler-Modus ausgebaut und direkt aus dem Hauptmenü heraus verfügbar gemacht. 2017 erschien der Director’s Cut schließlich auch für PC. Gleichzeitig wurde eine Downloaderweiterung namens Flavour Nexus veröffentlicht, die dem Spiel ein vor Erstveröffentlichung gestrichenes Kapitel hinzufügt.

## Rezeption
Das Spiel erhielt mehrheitlich wohlwollende Kritiken (Metacritic: 75 % (PC) / 79 % (PS4)).

„Letztendlich ist Jazzpunk eine irrwitzige Sammlung spielbarer One-Line-Gags, nur notdürftig von einer Adventure-Spielmechanik zusammengehalten. Diese Gags sind teilweise richtig dämlich, teils verdammt clever und immer wieder werden Spiele, Filme und Programmierung auf die Schippe genommen. Da ist es durchaus von Vorteil, sich in der Welt der Computer, Spiele sowie Popkultur gut auszukennen.“

„Jazzpunk ist gleichermaßen Jazz wie Punk: Es spielt sehr gut mit wenig eingängigen Referenzen und pfeift darauf, von jedem verstanden zu werden. Wer es versteht, wird für einen Zeitraum von zwei bis drei Stunden viel zu lachen haben - sich nach dem Abspann aber doch nicht ganz zufrieden fühlen. Denn der Irrsinn hat durchaus Charme, passiert aber stellenweise einfach zu plötzlich, um richtig wahrgenommen zu werden.“

“Jazzpunk doesn't aspire to be an excellent shooter or platformer. Instead, it aspires to and succeeds in having a great conversation with the player.”

„Jazzpunk versucht erst gar nicht, ein exzellenter Shooter oder Plattformer zu sein. Stattdessen versucht es mit dem Spieler in eine großartige Konversation zu treten, was ihm auch gelingt.“

Das Spiel wurde auf dem Independant Games Festival 2014 in der Hauptkategorie des Seumas McNally Grand Prize nominiert (Gewinner: Papers Please).